# Ingatorp-Bellö församling
Ingatorp-Bellö församling är en församling i Smålandsbygdens kontrakt i Linköpings stift inom Svenska kyrkan. Församlingen ligger i Eksjö kommun i Jönköpings län och ingår i Södra Vedbo pastorat.
I församlingen ingår Bellö kyrka och Ingatorps kyrka.

## Administrativ historik
Församlingen bildades den 1 januari 2005 genom sammanslagning av Ingatorps församling och Bellö församling. Församlingen utgjorde från 2005 till 2010 ett eget pastorat, för att från 2010 till 2014 vara en del av Hässleby-Ingatorps pastorat. Från 2014 ingår församlingen i Södra Vedbo pastorat.